# Pinus longaeva
Pinus longaeva, el pino longevo, es una especie arbórea de la familia de las Pináceas.

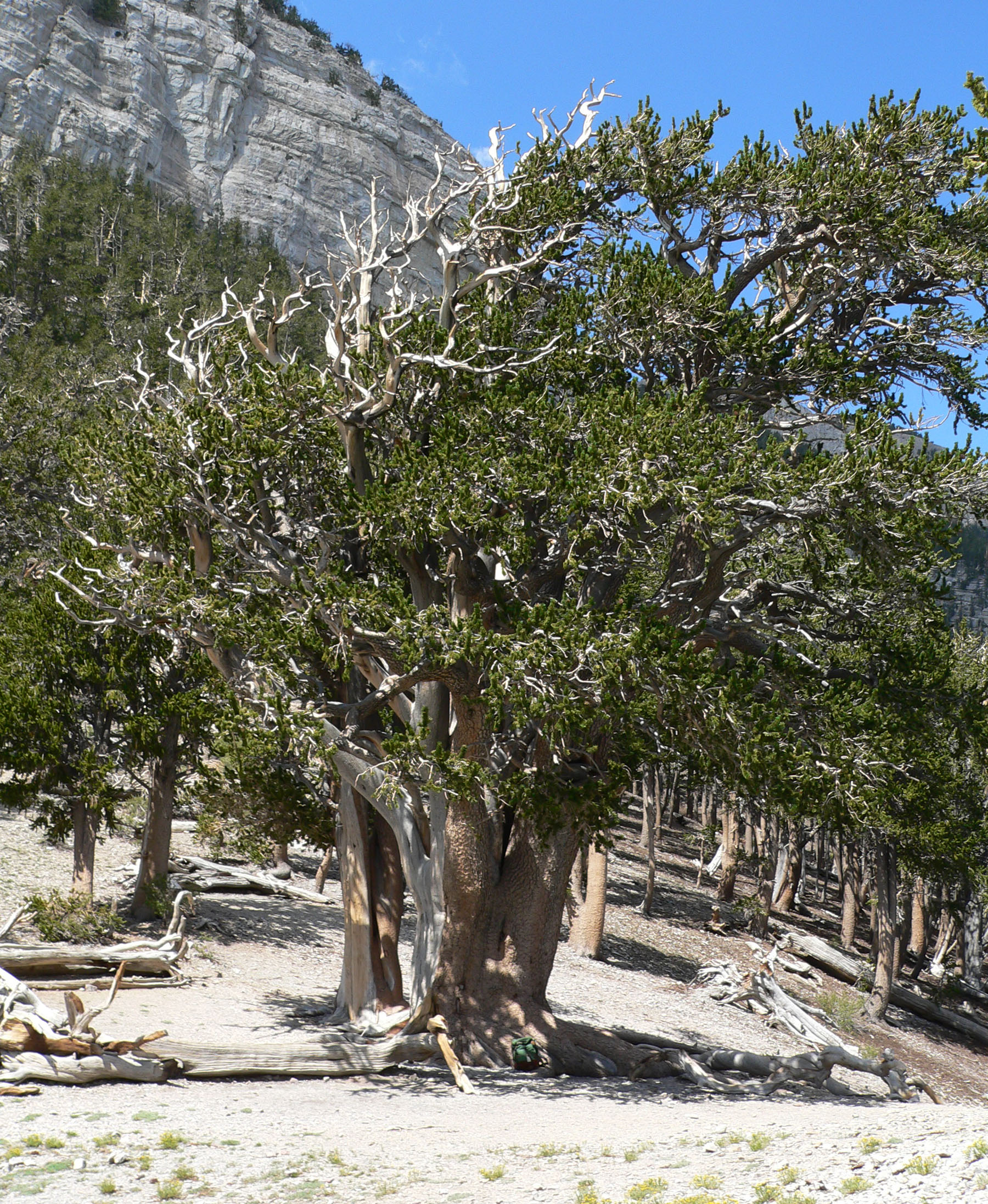
Vista del árbol

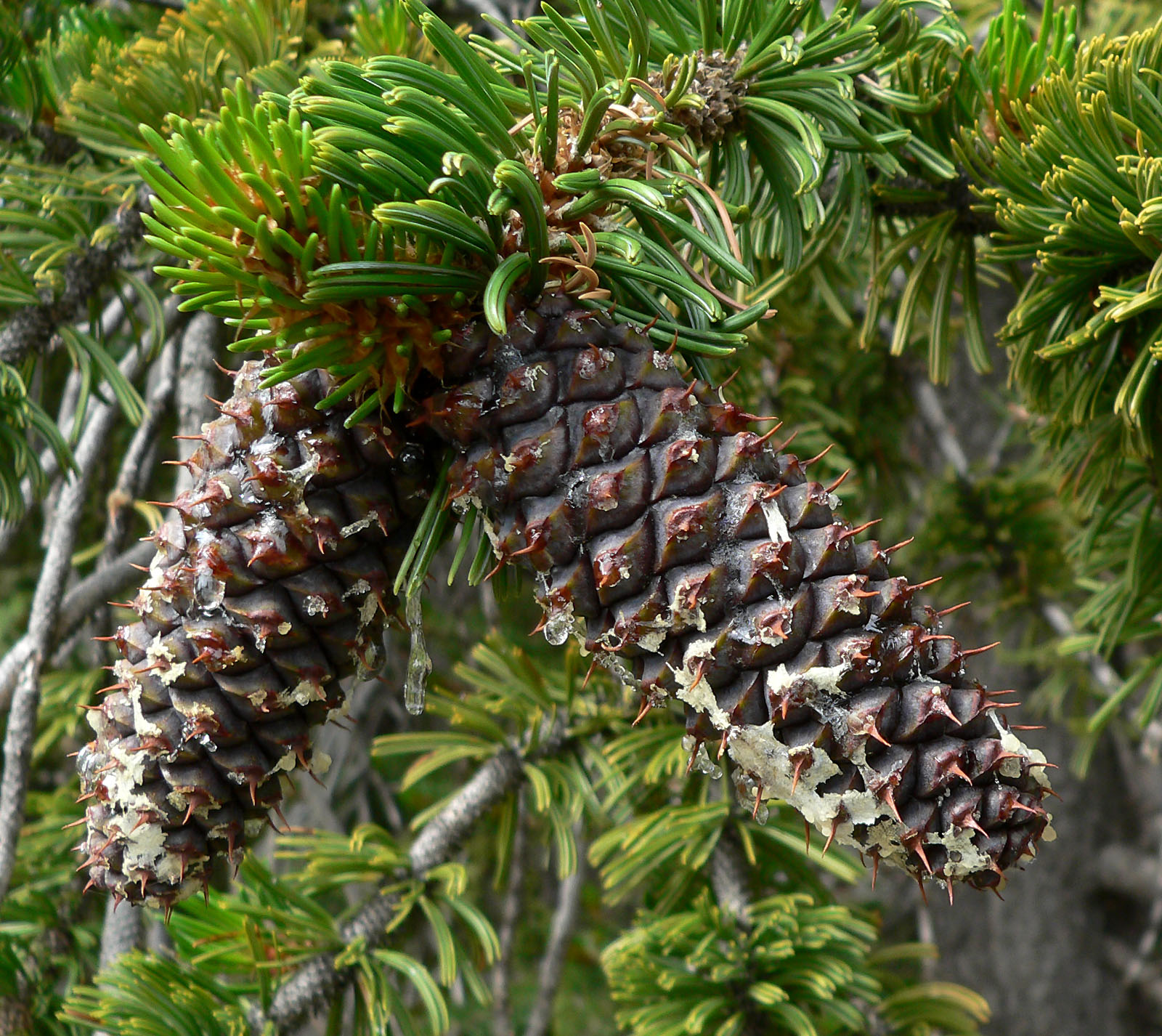
Conos y acículas

## Distribución y hábitat
Como su nombre indica, es una especie muy longeva. Se encuentra en las altas montañas del suroeste de los Estados Unidos. La especie es una de tres que se encuentran estrechamente emparentadas, conocidas como pinos de conos erizados (en inglés, bristlecone pines)
Un ejemplar de esta especie, conocido como Methuselah (Matusalén), se cree que es el organismo no clonado viviente más antiguo de la Tierra. Está situado en las montañas al este de Nevada (Estados Unidos), pero su localización exacta permanece en secreto para protegerlo y evitar vandalismos.
El 6 de agosto de 1964, un estudiante de posgrado llamado Donald Currey (1934-2004) cortó el pino longevo Prometheus (Prometeo), nacido aproximadamente en el 3037 a. C. (de poco más de 5000 años de edad) para propósitos de investigación.

## Características físicas
El pino longevo es un árbol de mediano tamaño, que llega de los 5 hasta los 15 metros de alto y con un diámetro en el tronco de hasta 2,5 a 3,6 metros. La corteza es de un color amarillo anaranjado brillante, delgada y escamosa en la base del tronco. Las hojas ("acículas") se encuentran en fascículos de cinco, rígidas, de 2,5 a 4 cm de largo, de verde oscuro a verde azulado, con los estomas confinados a una banda blanca brillante en las superficies inferiores. Las hojas alcanzan la mayor persistencia de todas las plantas, con algunas que duran verdes hasta 45 años (Ewers & Schmid 1981).
Los estróbilos son cilíndrico-ovoides, de 5 a 10 cm de largo y 3 a 4 cm de ancho cuando están cerrados; verdes o púrpuras al principio y al madurar color ocre anaranjado cuando tiene 16 meses de edad; con numerosas escamas frágiles y delgadas, cada una con una espina parecida a las de los erizos de 2 a 5 mm de largo. Los conos se abren hasta 4 a 6 cm de ancho cuando maduran, liberando las semillas inmediatamente después de abrirse. Las semillas tienen 5 mm de largo, con un ala de 12 a 22 mm; las dispersa sobre todo el viento, pero en algunos casos también el cascanueces norteamericano, que toma las semillas de los conos abiertos. Los cascanueces usan las semillas como alimento, almacenando muchas para usarlas después, algunas de estas semillas almacenadas no se usan y son adecuadas para crecer como plantas nuevas. Sin embargo, en muchos ejemplares la reproducción corriente no es adecuada para reemplazar a los árboles viejos y moribundos.
Se diferencia del Pinus aristata en que las acículas siempre tienen dos canales de resina, y no están interrumpidos ni rotos, de manera que carece de las características motas de resina blanca que aparecen en las acículas de aquella especie. Se diferencia del pino de Balfour en que las espinas de los conos son de más de 2 mm de largo, y los conos tienen una base más redondeada, no cónica.

## Distribución
La especie aparece en Utah, Nevada y el este de California. En California, se encuentra solo en las Montañas Blancas, los montes Inyo, y la sierra Panamint, en los condados de Mono e Inyo. En Nevada, se encuentra en la mayor parte de las sierras más altas del Basin and Range desde Spring Mountains cerca de Las Vegas hacia el norte hasta las Ruby Mountains, y en Utah, al nordeste a South Tent en la cordillera Wasatch.

## Taxonomía
Pinus longaeva fue descrita por D.K.Bailey  y publicado en Annals of the Missouri Botanical Garden 57: 243. 1970[1971].
Etimología
Pinus: nombre genérico dado en latín al pino.
longaeva: epíteto latino que significa "longevo".
Sinonimia
- Pinus aristata var. longaeva (D.K.Bailey) Little
- Pinus aristata subsp. longaeva (D.K.Bailey) A.E.Murray
- Pinus balfouriana subsp. longaeva (D.K.Bailey) A.E.Murray